# سباق طواف فرنسا 1931
سباق طواف فرنسا 1931 من سلسلة سباقات سباق طواف فرنسا. أقيم هذا السباق في تاريخ 30 يونيو - 26 يوليو 1931 على 24 مراحل. بعد مرور 177 ساعة و10 دقيقة و03 ثانية وبعد طي 5091 كم بمتوسط 28.735 كم في الساعة فاز بالميدالية الذهبية الانطونية ماغني من فرنسا، فيما حصد جيف ديميوسير من بلجيكا الميدالية الفضية، وكانت الميدالية البرونزية من نصيب أنطونيو بيزينتي من إيطاليا.

## الميداليات
| ذهب                     | فضة                   | برونز                     |
| الانطونية ماغني - فرنسا | جيف ديميوسير - بلجيكا | أنطونيو بيزينتي - إيطاليا |